# Jedrska elektrarna Otok treh milj
Jedrska elektrarna Otok treh milj (Three Mile Island Nuclear Generating Station) se nahaja na istoimenskem otoku (Three Mile Island) na reki Susquehanna v Pensilvaniji, v bližini mesta Harrisburg, ZDA. Ime Otok treh milj ne izhaja iz dolžine otoka, temveč iz dejstva, da je po reki tri milje oddaljen od mesta Middletown. Jedrska elektrarna je sprva obsegala dva reaktorja, TMI-1 in TMI-2. Najbolj je poznana po najhujši civilni nuklearni nesreči v zgodovini ZDA, ko se je 28. marca 1979 TMI-2 delno stalil. Jedro reaktorja TMI-2 je odtlej odstranjeno iz objekta.
Konec septembra 2019 so izklopili še zadnjega izmed reaktorjev, razgradnja elektrarne pa bo ob visokih stroških trajala še vrsto let.

## Zemljevid
- maps.google.com
- Satelitska slika